# Zawadka (rejon starosamborski)
Zawadka (ukr. Завадка) – wieś w rejonie samborskim (wcześniej w rejonie starosamborskim) obwodu lwowskiego Ukrainy. Wieś liczy około 187 mieszkańców. Leży nad rzeką Dniestr. Podlega terszowskiej silskiej radzie.
Wieś królewska położona była w 1589 roku w starostwie niegrodowym samborskim w powiecie samborskim ziemi przemyskiej województwa ruskiego. 